# Almenara (kommun)
Almenara är en kommun i Spanien.   Den ligger i provinsen Província de Castelló och regionen Valencia, i den östra delen av landet, 300 km öster om huvudstaden Madrid. Antalet invånare är 6 112. Arean är 27,6 kvadratkilometer. Almenara gränsar till La Llosa, La Vall d'Uixó, Benavites, Quart de les Valls, Quartell och Sagunto. 
Terrängen i Almenara är platt åt sydost, men åt nordväst är den kuperad.